# 比别纳剧院

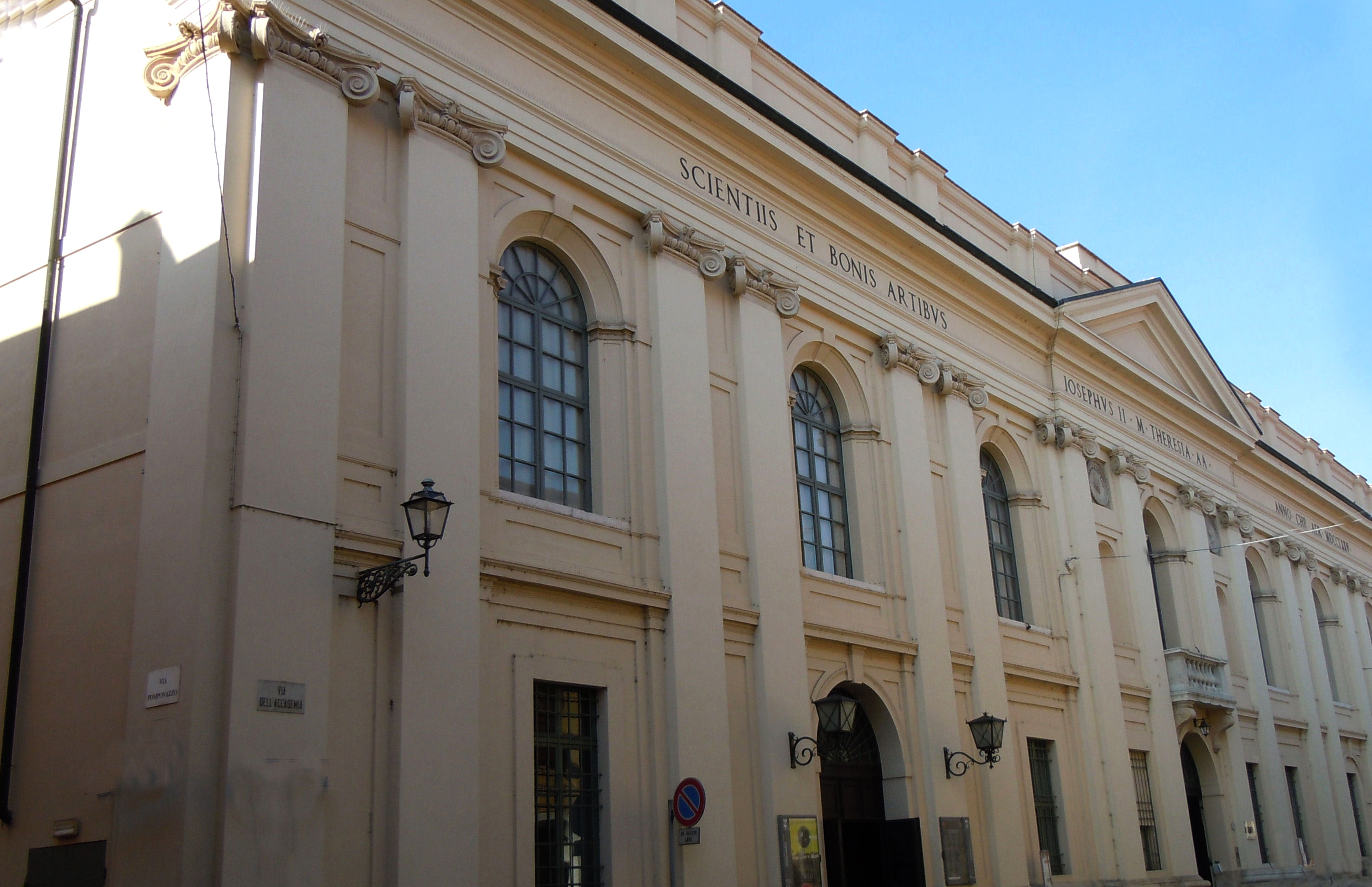

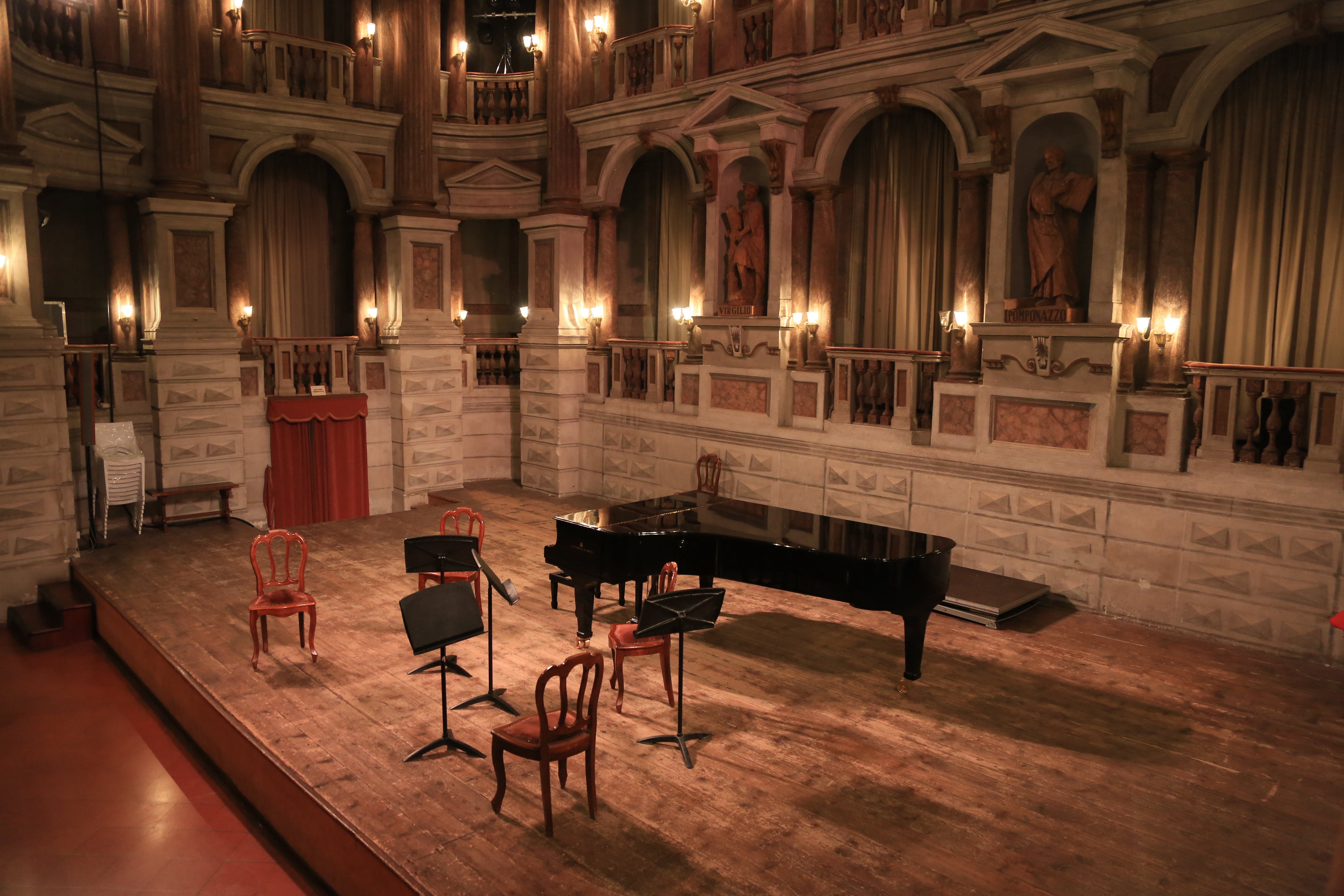

比别纳剧院（Teatro Bibiena）又名科学剧院（Teatro Scientifico）是意大利曼托瓦的一座剧院，由安东尼·比别纳建于1767-1769年。
比别纳剧院为皇家维吉尔学院（Accademia Virgiliana）修建，由安东尼奥·比别纳设计，建于1767-1769年，为晚期巴洛克或早期洛可可风格，遵循当时流行的剧院风格。比别纳还在内部提供了单色壁画。该剧院现在被认为是他最重要的作品。
1769年12月3日剧院正式开幕。几个星期后，1770年1月16日，十三岁的莫扎特在此演奏，大获成功。 他的父亲写道：“我生平从未见过比这更美的”。
1773年，Giuseppe Piermarini 设计和建造了剧院的立面。
该剧院仍在使用，现在也作为曼托瓦的一座博物馆供游客参观。它相对较小，舞台宽12,3米，深5.6米，观众容量为363人。